# Dia de la Protecció de Dades
El Dia de la Privacitat de les Dades (conegut a Europa com a Data Protection Day) és una celebració que se celebra cada 28 de gener. El propòsit del Dia de la Privacitat de les Dades és promocionar les bones pràctiques en matèria de seguretat digital i protecció de dades. Se celebra als Estats Units d'Amèrica, Canadà, Israel i als 47 països europeus que formen part del Consell d'Europa.

## Origen
L'any 2006, el Consell Europeu va establir que cada 28 de gener se celebraria el Dia de la Protecció de Dades. La data vol commemorar el dia que es va firmar la convenció, coneguda com a Convenció 108. Durant aquest dia, governs, parlaments i diferents agents de la privacitat de les dades organitzen activitats sobre els drets de les persones a tenir privacitat en les seves dades personals. Aquestes activitats poden ser: campanyes per al públic en general, projectes educatius per a estudiants i professorat, i conferències sobre protecció de dades. Als Estats Units d'Amèrica i al Canadà, el Dia de la Privacitat de les Dades es va començar a celebrar el gener del 2008, seguint l'exemple del Dia Europeu de la Protecció de Dades. Als Estats Units d'Amèrica, el Dia de la Privacitat de les Dades està organitzat per la National Cyber Security Alliance, una entitat pública sense ànim de lucre que té per objectiu fomentar la seguretat cibernètica a tots els ciutadans en línia.

## Objectiu
L'objectiu del dia de la privacitat de les dades és donar als ciutadans europeus l'oportunitat de comprendre quines dades personals es recopilen i és processen, i quins són els drets personals que tenen els ciutadans sobre aquest tractament. També es vol crear una relació entre la ciutadania i els professionals de la protecció de dades.